# Grimwood-sarkantyúspityer
A Grimwood-sarkantyúspityer (Macronyx grimwoodi) a madarak osztályának verébalakúak (Passeriformes) rendjébe és a billegetőfélék (Motacillidae) családjába tartozó faj.

## Rendszerezése
A fajt Robert Bernard Benson brit ornitológus írta le 1955-ben.

## Előfordulása
Angola, a Kongói Demokratikus Köztársaság és Zambia területén honos. Természetes élőhelyei a szubtrópusi és trópusi elárasztott gyepek. Állandó, nem vonuló faj.

## Megjelenése
Testhossza 21 centiméter.

## Természetvédelmi helyzete
Az elterjedési területe nagy, egyedszáma pedig stabil, de kevés adat ismert róla. A Természetvédelmi Világszövetség Vörös listáján adathiányos fajként szerepel.